# Quicacha (distrito)
O Distrito peruano de Quicacha é um dos treze distritos que formam a Província de Caravelí, situada no Departamento de Arequipa, pertencente a Região Arequipa, Peru.

## Transporte
O distrito de Quicacha é servido pela seguinte rodovia:
- PE-32, que liga o distrito de Chaparra (Região de Arequipa) à cidade de Puquio (Região de Ayacucho) [1][2][3]